# Iguaraçu
Iguaraçu is een gemeente in de Braziliaanse deelstaat Paraná. De gemeente telt 3.907 inwoners (schatting 2009).